# 153 هـ
153 هـ هي سنة في التقويم الهجري امتدت مقابلةً في التقويم الميلادي بين سنتي 770 و770.

## مواليد
- سليمان بن عبد الرحمن التميمي
- ابن ربن الطبري
- هشام بن عمار

## وفيات
- خازم بن خزيمة التميمي من أكبر الأمراء والقادة في الدولة العباسية.
- مسعر بن كدام
- أبو ذر الهروي
- إسماعيل بن أبان
- معمر بن راشد